# Glückliche Reise – Sri Lanka
Glückliche Reise – Sri Lanka ist ein deutscher Fernsehfilm von Stefan Bartmann. Die Produktion des siebten Teils der Fernsehreihe Glückliche Reise erfolgte im Dezember 1991 unter anderem in Colombo, Polonnaruwa, Kandy und Pinnawala auf Sri Lanka. Der Film hatte seine Premiere am 5. Dezember 1992 auf ProSieben.

## Besetzung
Die Flugzeugbesatzung besteht aus Kapitän Viktor Nemetz (Juraj Kukura), seinem Co-Piloten Rolf Erhardt (Volker Brandt) sowie den Stewardessen Verena Bernsdorf (Anja Kruse), Sabine Möhl (Alexa Wiegandt) und Petra Lotz (Jennifer Nitsch). Die Reiseleiter Sylvia Baretti und Armin Jobst werden von Conny Glogger und Amadeus August gegeben. Als Gastdarsteller sind Carin C. Tietze, Oliver Tobias und Alexander May zu sehen. 

## Handlung
Wolfgang Littmers ist ein älterer Mitreisender, der an allem etwas auszusetzen hat, ständig auf seinem Recht beharrt und sich über Unterbringung, Speisen und Service beschwert. Geläutert wird er erst, nachdem er eine Warnung von Reiseleiterin Sylvia Baretti vor der Verträglichkeit des einheimischen Essens in den Wind geschlagen hat und in der Folge ernstlich erkrankt.
Fabrikantentöchterlein Sybille von Lehndorf ist mit eigenem Leibwächter unterwegs. Diesen behandelt sie so herablassend und arrogant, dass er während der Reise seinen Dienst quittiert. Als Sybille dann tatsächlich entführt wird, befreit sie Mathias, der Leibwächter, heldenhaft aus den Klauen der Ganoven und erobert ihr Herz.
Die Stewardessen Verena und Petra haben sich auf Sri Lanka selbstständig gemacht und erkunden die Insel auf einem Motorrad. Für beide endet der Ausflug nicht gut. Verena wird beim Teepflücken von einer Giftschlange gebissen und Petra, die Hilfe holen möchte, erleidet einen Verkehrsunfall.